# ISO 3166
ISO 3166 es un estándar internacional para los códigos de país y códigos para sus subdivisiones, publicado por la Organización Internacional de Normalización. El propósito de la norma ISO 3166 es el establecimiento de códigos reconocidos internacionalmente para la representación de nombres de países, territorios o áreas de interés geográfico y sus subdivisiones. Sin embargo, ISO 3166 no establece los nombres de los países, sólo los códigos que los representan.
Los nombres de países en ISO 3166 proceden de fuentes de las Naciones Unidas. Nuevos nombres y códigos se agregan automáticamente cuando las Naciones Unidas publican nuevos nombres, ya sea en el Boletín Terminológico de los nombres de países o en el país y de región para el uso estadístico mantenida por las Divisiones de Estadística de las Naciones Unidas. Los nombres de subdivisiones son tomadas de las fuentes de información oficiales nacionales pertinentes.
ISO 3166 se publicó por primera vez en 1974 como una norma única para establecer los códigos de país. Fue ampliado en tres partes en 1997 para incluir los códigos para las subdivisiones y los códigos para los nombres de los países que ya no están en uso. De las tres partes, la parte 1 de ISO 3166-1 se suele utilizar con más frecuencia.

## Usos del ISO 3166
ISO 3166 se ha convertido en uno de los estándares del mundo más conocidos y ampliamente utilizado para la codificación de los nombres de países. El uso de un código de letras y/o números para representar el nombre del país puede ayudar a ahorrar tiempo y energía, y reducir la tasa de error.
Por ejemplo, los códigos de los países que se encuentran en la norma ISO 3166-1 son utilizados por muchas organizaciones, empresas y gobiernos. Por ejemplo, todas las organizaciones postales nacionales de todo el correo internacional de intercambio mundial, utilizan contenedores que llevan su código de país para la identificación. En los pasaportes de lectura mecánica, los códigos del ISO 3166-1 se utilizan para determinar la nacionalidad del usuario. Además, el sistema de nombres de dominio de Internet utiliza los códigos para definir nombres de dominio de nivel como fr para Francia, au para Australia y br para Brasil.

## Como utilizar ISO 3166
Dentro de la norma, los nombres de los países están representados por los siguientes códigos:
- ISO 3166-1, códigos para países y áreas dependientes, publicado por primera vez en 1974.
  - ISO 3166-1 alfa-2, códigos de países de 2 letras. Recomendados para propósito general.
  - ISO 3166-1 alfa-3, códigos de países de 3 letras. Más relacionado con el nombre del país.
  - ISO 3166-1 numérico, códigos de países de 3 números. Para países que no utilizan el alfabeto latino.
- ISO 3166-2, códigos de las principales subdivisiones (ej. provincias o estados) de países o áreas dependientes. Este código se basa en el ISO 3166-1 alfa-2 seguido por un separador y un máximo de tres caracteres alfanuméricos. Los caracteres después del separador no se pueden utilizar en uso propio para denotar una subdivisión, deben estar precedidos por el código de país alfa-2.
- ISO 3166-3, códigos para los nombres de países que se han suprimido de la norma ISO 3166-1, desde su primera publicación en 1974. Los elementos de código para los nombres de países antiguamente utilizados tienen una longitud de cuatro caracteres alfabéticos (código alfa-4) y su estructura depende de la razón por la cual el nombre del país se ha eliminado de la norma ISO 3166-1.

## Cómo se mantiene la norma ISO 3166
Las tres partes de la norma ISO 3166 son mantenidas por una agencia de mantenimiento (ISO 3166/MA). La composición de la ISO 3166/MA refleja los dos grupos interesados que han participado principalmente en el desarrollo de la norma ISO 3166 a principios de 1970: Organismos nacionales de normalización, los miembros de ISO y los organismos de las Naciones Unidas.
De los diez expertos con derecho a voto en la ISO 3166/MA cinco son representantes de las siguientes organizaciones nacionales:
- Asociación Francesa de Normalización AFNOR (Francia)
- Instituto Nacional Estadounidense de Estándares ANSI (Estados Unidos)
- British Standards Institution BSI (Reino Unido)
- Instituto Alemán de Normalización DIN (Alemania)
- Instituto Sueco de Normalización SIS (Suecia)

Los otros cinco son representantes de las principales organizaciones internacionales de las Naciones Unidas u otras que son todas usuarias de la norma ISO 3166-1:
- Agencia Internacional de Energía Atómica OIEA
- Unión Internacional de Telecomunicaciones UIT
- Corporación de Internet para la Asignación de Nombres y Números ICANN
- Unión Postal Universal UPU
- Comisión Económica de las Naciones Unidas para Europa CEPE

La ISO 3166/MA ha asociado más miembros que no participan en las votaciones, pero que tienen una influencia significativa en la toma de decisiones en el procedimiento de la agencia de mantenimiento.